# Henryk z Bergu
Henryk I z Bergu (zm. 26 września przed 1116) – hrabia Bergu (zamku w Szwabii) w XII wieku. 
Był synem hrabiego Bergu Poppona i Zofii. Europäische Stammtafeln identyfikują jego matkę jako córkę Salomona węgierskiego, jednak chronologia wydaje się mało prawdopodobna (jej matka, również Zofia, musiałby mieć 11 lat, gdy ją urodziła).
Ze swoją żoną, Adelajdą z Mochental, miał szóstkę dzieci:
- Henryka II – hrabiego Bergu
- Diepolda – hrabiego Bergu
- Rapoto – hrabiego Bergu
- Salomeę – polską księżną
- Rychezę –  czeską księżną
- Zofię – księżną Moraw

Henryk zmarł przed 1116 rokiem. Został pochowany w klasztorze Zwiefalten.